# Karel Ludvík Dlauhoweský z Dlouhévsi
Karel Ludvík Dlauhoweský z Dlouhévsi (2. září 1876 Vídeň – 13. června 1956 Smečno) byl český šlechtic z rodu Dlauhoweských z Dlouhévsi. Byl majitelem majorátu Němčice (u Strakonic), Kraselov a Hodějov.

## Původ, život a majetek

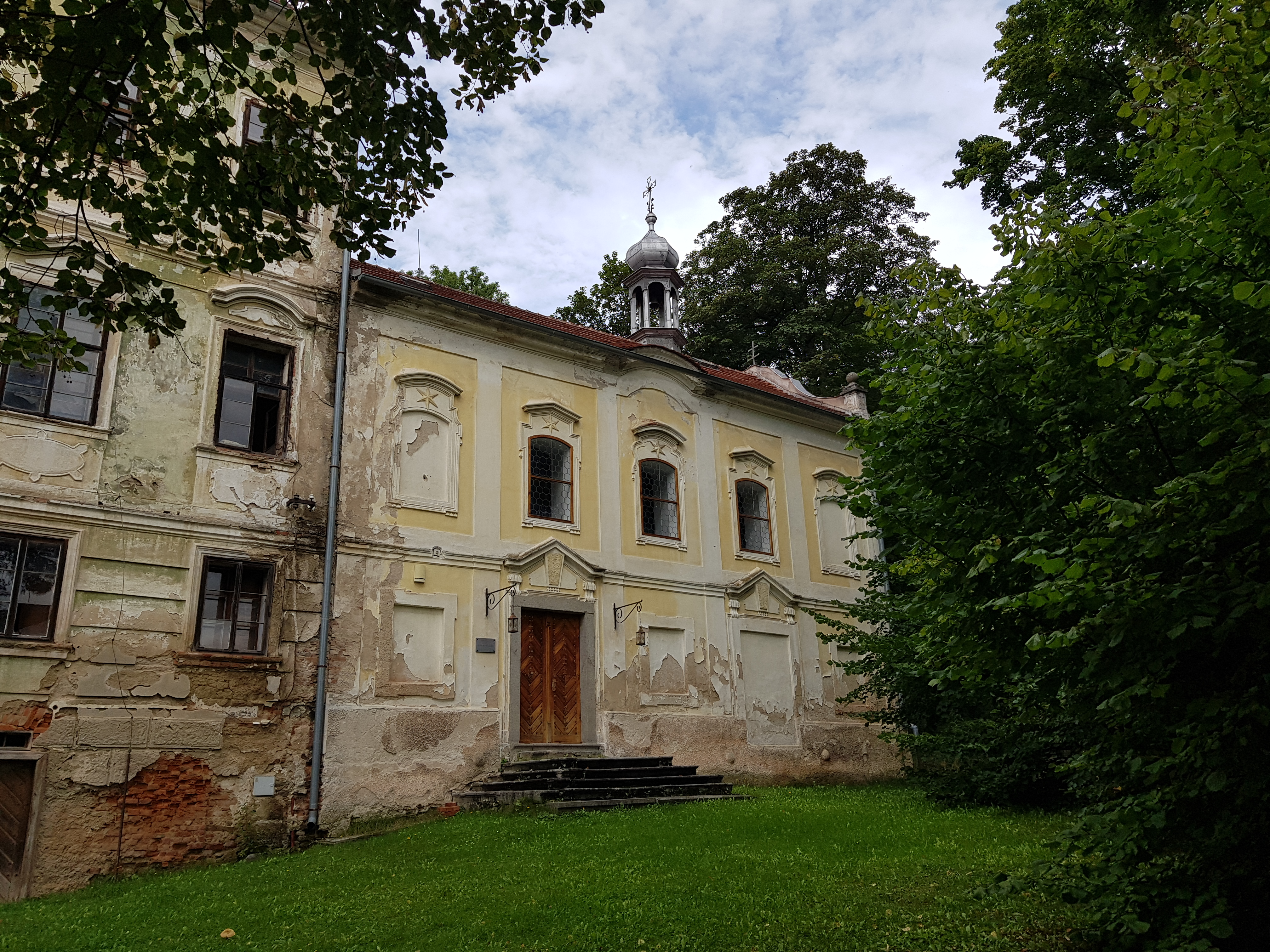
Zámek Němčice (zámecká kaple) v okrese Strakonice

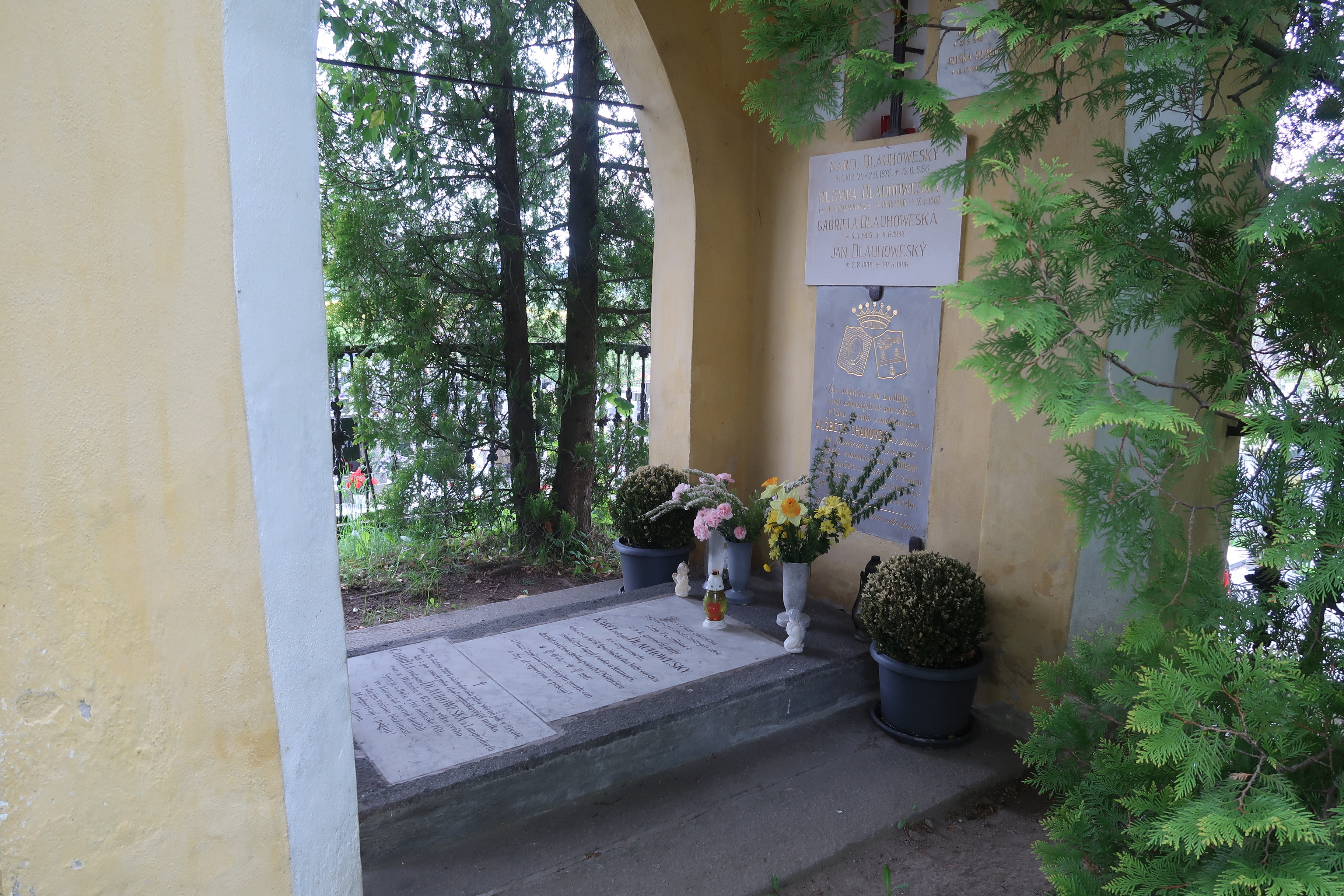
Hrobka Dlauhoweských z Dlouhévsi v Česticích

Erb rodu

Narodil se jako syn c. k. komořího a pozdějšího tajného rady Karla Dlauhoweského z Dlouhévsi (1844–1907), který v letech 1897–1906 zastával post nejvyššího hofmistra arcivévody Otty, a jeho manželky Gabriely von Kulczyce-Wislocka (1847–1909). Měl sestru Friederiku Marii (1883–1957), která byla do svého sňatku s neurozeným Dr. Ottou Pflegerem dámou Řádu hvězdového kříže. Pradědeček Arnošt Dlauhoweský (1779–1855) byl v roce 1829 povýšen do panského stavu.
V roce 1900 získal titul c. k. komořího, byl majorem jízdy u hulánů, později v záloze. Vlastnil majorát Němčice, Kraselov a Hodějov, ale nebyl dobrým hospodářem a velkostatek zadlužil. Dluhy se částečně umořovaly z apanáže, kterou dostávala manželka od otce i po její svatbě.
V září 1939 podepsal prohlášení české šlechty o věrnosti českému národu. Za to nacisté na jeho majetek uvalili vnucenou správu. Po komunistickém puči byl jeho majetek znárodněn. Na začátku 50. let byl s chotí vyhnán ze zámku Němčice a nastěhoval se do dvou pokojů k jedné rodině v Němčicích. Znárodnění jeho majetku ho zlomilo, dožil v ústavu sociální péče.
Byl pohřben v rodinné hrobce v Česticích.

## Rodina
Dne 24. srpna 1901 se v Krakově oženil s Hedwigou svobodnou paní von Konopka (19. 11. 1880 Krakov – 17. 1. 1969 Broumov), dcerou Jana Františka von Konopka a Anny hraběnky von Bobrówka-Bobrowska). Manželka byla původem Polka, česky se naučila až po svatbě. V roce 1901 se stala dámou Řádu hvězdového kříže. Narodily se jim čtyři děti:
- 1. Anna (15. 7. 1902 Tarnów – 22. 5. 1977 Lomec), jako S. Paula byla členkou Kongregace šedých sester
- 2. Gabriela (5. 3. 1905 Tarnów – 9. 6. 1982 zámek Diana)
- 3. Jan Ignác (2. 8. 1909 Němčice (u Strakonic) – 20. 6. 1996 Zábrodí (u Červeného Kostelce))
  - ∞ (25. 9. 1945 Písek) Eliška Dusilová (18. 10. 1910 Záměl – 29. 4. 2001 Zábrodí)
- 4. Karel Felix (31. 8. 1910 Němčice (u Strakonic) – 5. 1. 1976 Třinec)
  - ∞ (18. 9. 1945 Němčice) Marie Turleyová (20. 12. 1907 Ostrava – 12. 11. 1983 Jablunkov)